# Noci
Noci – miejscowość i gmina we Włoszech, w regionie Apulia, w prowincji Bari.
Według danych na styczeń 2009 gminę zamieszkiwało 19 410 osób przy gęstości zaludnienia 130,4 os./1 km².